# Oviparie
Oviparie is het verschijnsel dat dieren zich voortplanten door middel van het leggen van eieren. Anders dan bij vivipare (levendbarende) dieren ontwikkelt het embryo zich niet in het lichaam van de moeder, maar in het ei. Deze voortplantingsmethode treft men aan bij alle vogels, de meeste geleedpotigen, vissen, amfibieën, reptielen en sommige weekdieren. De vier soorten cloacadieren, het vogelbekdier en de drie soorten mierenegels, zijn de enige ovipare zoogdieren. 
Sommige ovipare dieren (vogels, veel insecten) blijven de eieren bewaken, andere laten de eieren aan hun lot over.
Een bijzondere vorm van oviparie is ovovivipariteit (eierlevendbarendheid), waarbij de eieren in het lichaam van de moeder worden uitgebroed. Dit komt onder andere voor bij verscheidene soorten haaien, schorpioenen, boa's en levendbarende tandkarpers.

## Voordeel
Een belangrijk voordeel van eieren leggen is dat het moederdier niet alle nakomelingen hoeft mee te zeulen tot ze volledig zijn ontwikkeld. Bij veel diersoorten is dit anatomisch gezien onmogelijk. Is er geen broedzorg, dat wil zeggen dat het moederdier de eieren aan hun lot overlaat, dan zal bij predatie of ziekte van het moederdier niet het hele kroost verloren gaan.

## Nadeel
Nadeel is dat er vele dieren zijn die specifiek de eieren van andere dieren opeten. Bij de insecten zijn dat bijvoorbeeld sluipwespen, maar ook varanen en sommige slangen als de eieretende slang (Dasypeltis scabra) eten vrijwel alleen maar eieren. Dieren die eieren eten worden ook wel ovivoor genoemd.